# Хоргой
Мыс Хоргой — мыс на западе острова Ольхон, Ольхонский район, Иркутская область. Получил известность благодаря развалинам древней курыканской защитной стены.

## Этимология
Название мыса «Хоргой» переводится с монгольского как «тайный» (потаённый, охраняемый).

## География
Природная зона — степь. Климат — умеренно-континентальный.

## История
Мыс Хоргой привлек внимание ученых загадочным строением, а именно стеной, расположенной почти вдоль всего мыса. Они предполагают, что её возвели «курыканы», обитавшие в окрестностях Байкала около V—XI веков и по версии академика Окладникова А. П. являлись предками сибирских народностей, а именно бурят и якутов. Протяженность стены составляет около 295 метров, 209 из них расположены поперек мыса и 90 — с более пологой восточной стороны над пляжем. Высота постройки 1,5-2 метра. Каменная кладка достаточно хорошо сохранилась, производилась она без каких либо скрепляющих материалов, напоминает поленницу. Рядом сохранились земляной вал и почти разрушенный ров глубиной 1,5 метра и шириной 3,5 метра. С восточной стороны можно также увидеть остатки рва и несколько вертикально вкопаных плоских камней, длиною около 2-х метров, что указывает на защитное предназначение сооружений от конного пративника. Основным исследователем как мыса Хоргой, так и всего острова Ольхон считается Иван Демидович Черский (1879 г.). Он первый обнаружил древние городища. Так же по теории исследователей, в частности Артура Харинского, мыс Хоргой у курыкан считался священным, они приносили здесь жертвы на алтарях — возле стены можно заметить камни с характерными углублениями для жертвоприношений. Предназначение данной стены окончательно не выяснено.